# Dãy núi A Lý Sơn

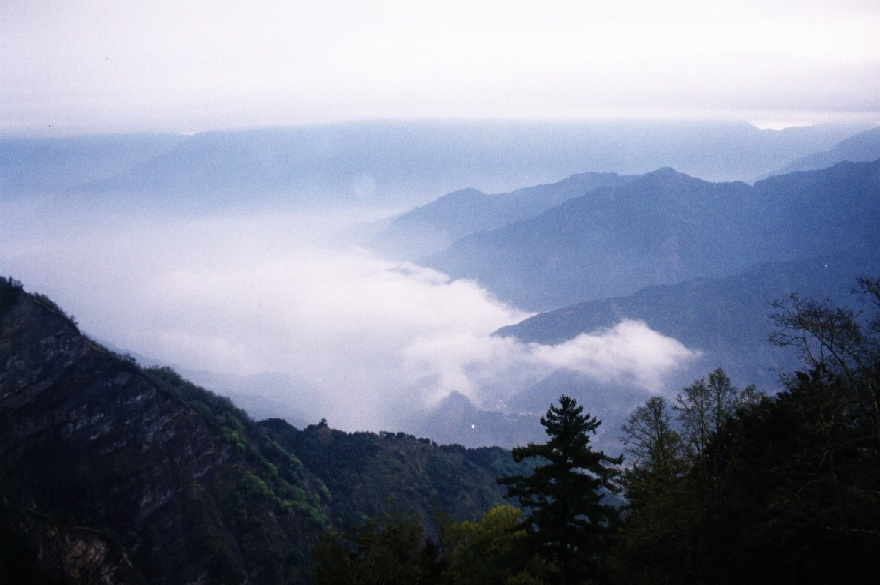
Quang cảnh A Lý Sơn

Dãy núi A Lý Sơn (tiếng Trung: 阿里山山脈; bính âm: Ālǐshān shānmài, Hán Việt: A Lý Sơn sơn mạch) là một dãy núi tại khu vực trung-nam Đài Loan. Qua dòng sông Nam Tử Tiên, dãy núi A Lý Sơn tách biệt với dãy núi Ngọc Sơn ở phía đông. Đỉnh núi cao nhất của dãy núi là Đại Tháp Sơn (大塔山), với độ cao là 2.663 m (8.737 ft). Có một bài hát Đài Loan nổi tiếng với tên gọi Cô gái A Lý Sơn kể về một cô gái tại dãy núi A Lý Sơn. Tên gọi A Lý Sơn có lẽ bắt nguồn từ "Alit", một từ trong ngôn ngữ của một số bộ tộc thổ dân Đài Loan có nghĩa là "núi tổ".

## Danh sách đỉnh núi
1. Lĩnh Đầu Sơn (嶺頭山)（2.025 mét）
2. Kim Cam Thụ Sơn (金甘樹山)（2.091 mét）
3. Ngũ Xoa Lôn Sơn (五叉崙山)（2.187 mét）
4. Sư Tử Đầu Sơn (獅子頭山)（2.104 mét）
5. Lộc Khuất Sơn (鹿屈山)（2.288 mét）
6. Ô Tùng Khanh Sơn (烏松坑山)（2.268 mét）
7. Tùng Sơn (松山)（2.557 mét）
8. Tiểu Tháp Sơn (小塔山)（2.136 mét）
9. Đại Tháp Sơn (大塔山)（2.663 mét）
10. Tiền Tháp Sơn (前塔山)（2.484 mét）
11. Đối Cao Sơn (對高山)（2.405 mét）
12. Chúc Sơn (祝山)（2.484 mét）
13. Tiểu Lạp Nguyên Sơn (小笠原山)（2.488 mét）
14. Tự Trung Sơn (自忠山)（2.606 mét）
15. Đông Thủy Sơn (東水山)（2.611 mét）
16. Bắc Hà Sơn (北霞山)（2.472 mét）
17. Hà Sơn (霞山) （2.400 mét）
18. Kê Tử Sơn (雞子山)（2.398 mét）
19. Mạch Mạch Sơn (脉脉山) （2.322 mét）
20. Tháp Nãi Khố Sơn (塔乃庫山) （2.033 mét）
21. Bằng Dục Sơn (棚育山) （2.065 mét）
22. Bằng Cơ Sơn (棚機山) （2.264 mét）